# Putanges-Pont-Écrepin
Putanges-Pont-Écrepin là một xã thuộc tỉnh Orne trong vùng Normandie tây bắc nước Pháp. Xã này nằm ở khu vực có độ cao trung bình 137 mét trên mực nước biển.